# 北中米カリブ陸上競技連盟
北中米カリブ陸上競技連盟（ほくちゅうべいカリブりくじょうきょうぎれんめい、North American, Central American and Caribbean Athletic Association）は、北アメリカ、中央アメリカ、カリブ海諸国における国際陸上競技の地域連盟。略称はNACAC。1988年12月11日にプエルトリコで設立された。31の国・地域が加盟する。

## 加盟国・地域
- アンギラ
- アンティグア・バーブーダ
- アルバ
- バハマ
- バルバドス
- ベリーズ
- バミューダ
- イギリス領ヴァージン諸島

- カナダ
- ケイマン諸島
- ドミニカ国
- コスタリカ
- キューバ
- ドミニカ共和国
- エルサルバドル
- グレナダ

- グアテマラ
- ハイチ
- ホンジュラス
- ジャマイカ
- メキシコ
- モントセラト
- ニカラグア
- プエルトリコ

- セントクリストファー・ネイビス
- セントルシア
- セントビンセント・グレナディーン
- トリニダード・トバゴ
- タークス・カイコス諸島
- アメリカ合衆国
- アメリカ領ヴァージン諸島

## 主催大会
- NACAC Championships
- NACAC Championships Under-23 Championships
- Americas Cross Country Championships (formerly NACAC Cross Country Championships)
- NACAC Combined Events Championships
- NACAC Mountain Running Championships
- Central American and Caribbean Championships (organised by the Central American and Caribbean Athletic Confederation (CACAC))